# Charles-Augustin de Coulomb
Charles-Augustin de Coulomb, född 14 juni 1736 i Angoulême, departementet Charente, död 23 augusti 1806 i Paris, var en fransk ingenjör och fysiker som gjorde viktiga bidrag till förståelsen av mekanik, elektricitet och magnetism. Laddningsenheten coulomb är uppkallad efter honom.
Coulomb ingick tidigt i franska ingenjörskåren och uppehöll sig flera år på Martinique, där han byggde Fort Bourbon. Efter sin återkomst fick han en anställning i Rochefort, där han författade Théorie des machines simples (1779), ett arbete, som, jämte ett annat (1790), innehåller hans viktiga undersökningar om friktion och som gav honom Franska vetenskapsakademiens dubbla pris.
Sedan följde en serie av experiment, som är grundläggande för flera högst viktiga teorier inom fysiken, särskilt på magnetismens och elektricitetens område. Genom den så kallade svängningsmetoden undersökte han lagarna för den inre friktionen och för torsion och visade bland annat, att torsionskraften hos en tråd är proportionell emot dess vridningsvinkel. Han hade nu ett medel att uppmäta mycket svaga krafter och använde detta i torsionsvågen, med vars hjälp han undersökte lagarna för magnetismens fördelning på en magnetstav, för den elektriska attraktionen och repulsionen samt för elektricitetens fördelning på ledare. Avstötningen mellan två elektriska eller två magnetiska massor visade han vara proportionell mot de båda massorna och omvänt proportionell mot deras avstånds kvadrat (Coulombs lag). Han visade, att elektriciteten utbreder sig på ytan av ledare.
Han valdes 1781 till medlem av Franska vetenskapsakademien (och därefter till medlem av Institut de France vid dess instiftande) samt 1806 till generalinspektör för den offentliga undervisningen. Hans namn tillhör de 72 som är ingraverade på Eiffeltornet.